# Célula B-2
As células B-2 são um subtipo de célula B. Eles fazem parte da resposta imune adaptativa e mediam a imunidade humoral. As células B2 podem produzir anticorpos de alta afinidade e gerar memória imunológica. As células B-2 são frequentemente usadas como sinônimo de células B clássicas.